# Pottholmen

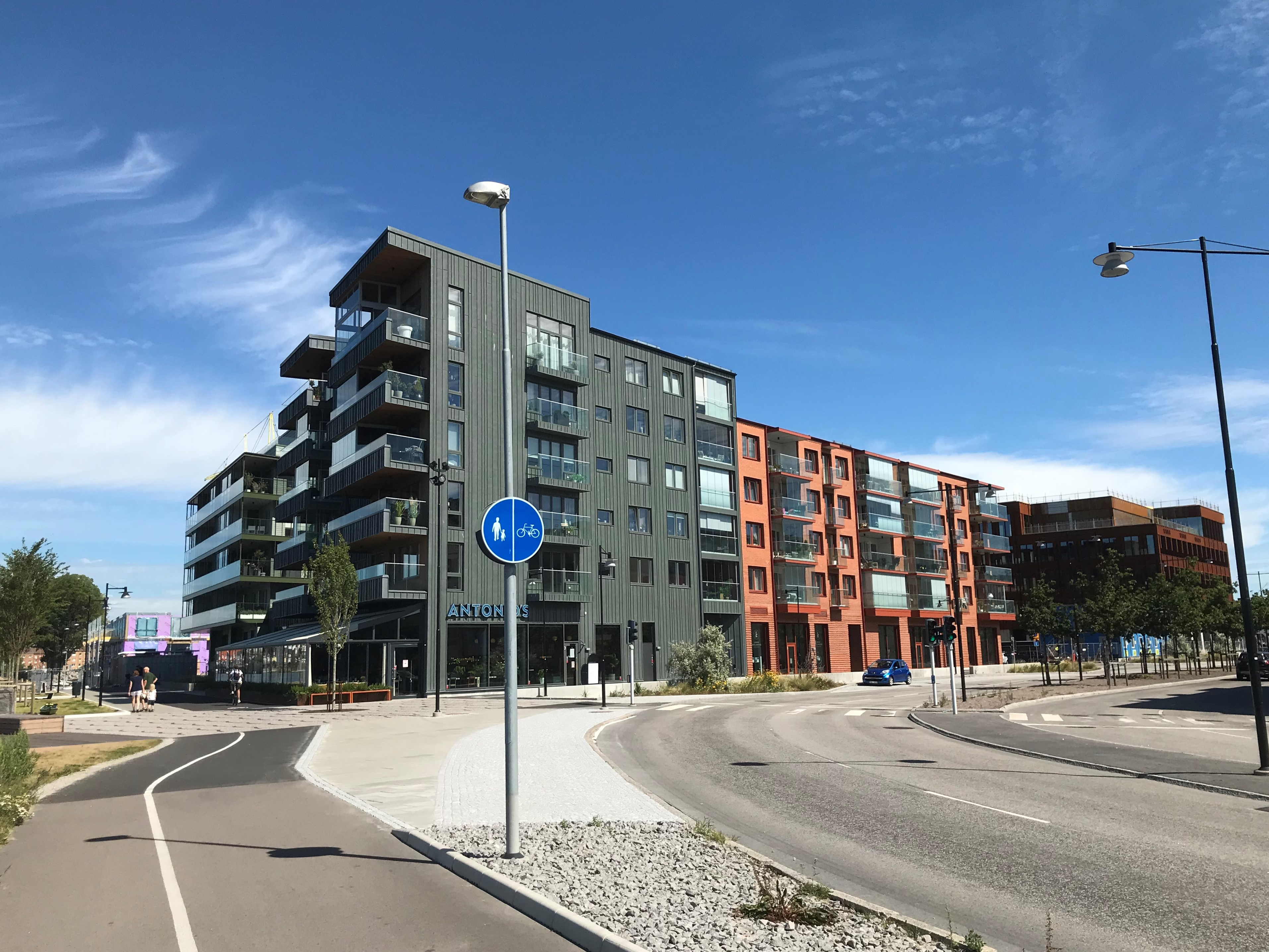
Stadsdelen Pottholmen i Karlskrona.

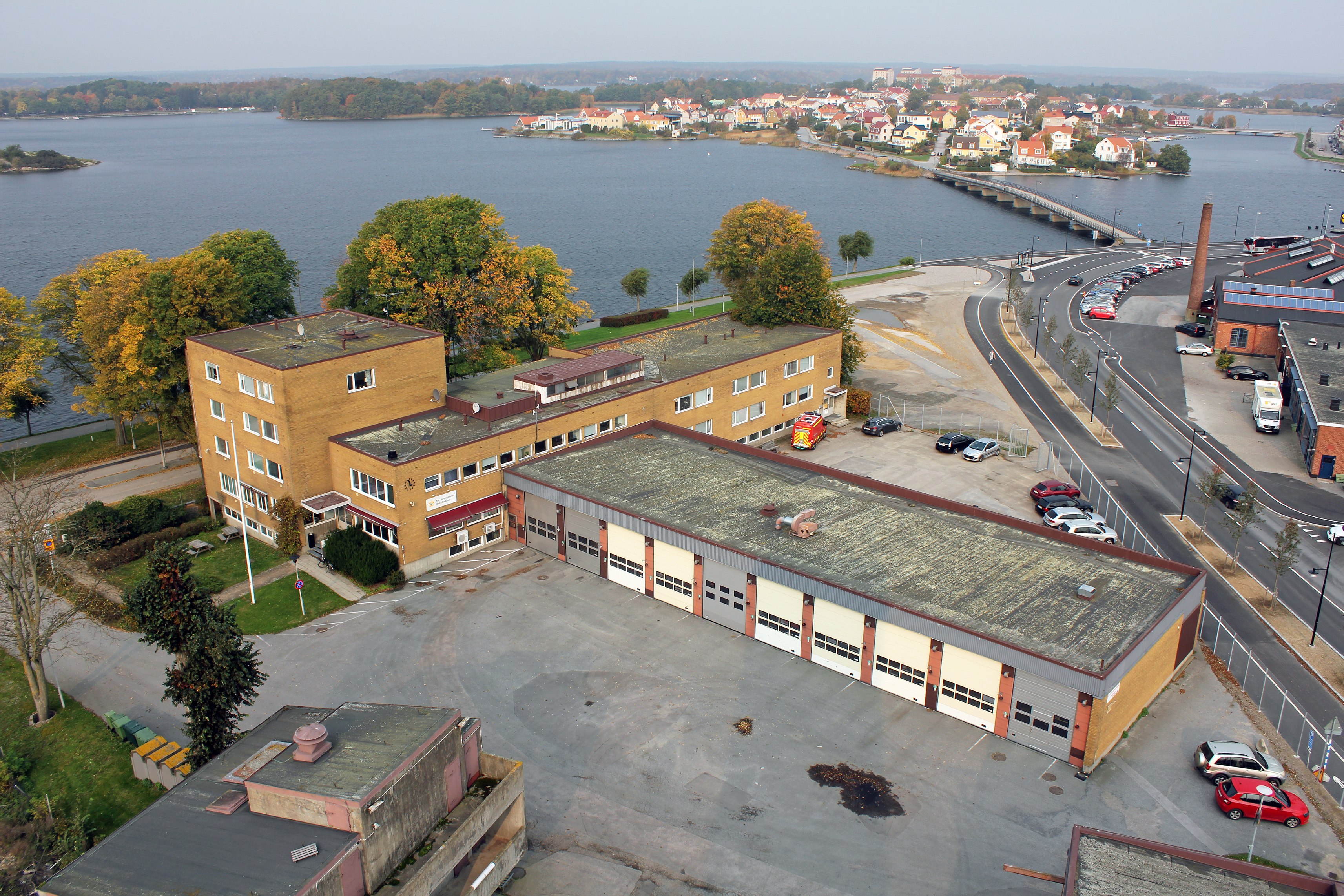
Karlskrona brandstation på Pottholmen, riven 2018.

Pottholmen är en stadsdel i centrala Karlskrona, på den norra delen av Trossö väster om Karlskronas järnvägsstation. Området genomgår för närvarande (2020) en större omvandling med nya bostads- och kontorskvarter. Cirka 450 bostäder beräknas uppföras i en första etapp. Den tidigare bebyggelsen, som till stor del bestod av Karlskronas gamla brandstation, revs under 2018 för att ge plats åt den nya bebyggelsen. Kontorsbyggnader kommer uppföras för organisationen World Trade Center.